# União Liberal Republicana
A União Liberal Republicana (1926–1928) foi um partido político português do tempo da Primeira República, fundado numa reunião de realizada no Teatro Nacional, em Lisboa, a 8 de Março de 1926. A liderança da nova formação partidária coube a Francisco da Cunha Leal.

## Origem
O novo partido resultou de uma dissidência da ala nacionalista do Partido Liberal Republicano, com o apoio de Alberto da Cunha Rocha Saraiva e de um importante grupo de militantes evolucionistas. A constituição do novo partido teve também o acordo tácito de António José de Almeida, que terá incitado os antigos evolucionistas a aderirem.
A União Liberal Republicana foi apresentada no Parlamento na sessão de 10 de Março daquele ano. À data de apresentação no parlamento grupo já integrava políticos experientes como Vasconcelos e Sá, Mendes Cabeçadas, Vicente Ferreira, Fernando Bissaia Barreto, Carlos Pereira, Artur Brandão e João Henriques Pinheiro.
Nos meses que se seguiram o grupo recebeu a adesão de vários sidonistas, entre os quais Teófilo Duarte, Eurico Cameira, Jorge Botelho Moniz e António Bernardino Ferreira.

## Evolução
No 1.º de Dezembro de 1927 Cunha Leal preparou um discurso, de carácter nacionalista adequado à data histórica em causa, em que se declarava contra o governo e que chegou a ser proibido pelo presidente da república.
Em 1928, já depois de consolidada a Ditadura Nacional e ao qual se opunha, em reunião da comissão executiva da União Liberal Republicana, ainda presidida por Francisco da Cunha Leal, foram escolhidos para a direcção do partido Fernando Bissaia Barreto e Alberto da Cunha Rocha Saraiva, tendo o partido deliberado concorrer às eleições então previstas. 